# Катастрофа Saab 340 в Рио-Негро
Катастрофа Saab 340 в Рио-Негро — авиационная катастрофа, произошедшая 18 мая 2011 года в провинции Рио-Негро (Аргентина). Авиалайнер Saab 340A авиакомпании Sol Líneas Aéreas выполнял внутренний рейс OSL 5428 по маршруту Росарио—Кордова—Мендоса—Неукен—Комодоро-Ривадавия, но через 43 минуты после вылета из Неукена свалился с эшелона и рухнул на землю в 20 километрах от Лос-Менукоса. Погибли все находившиеся на его борту 22 человека — 3 члена экипажа и 19 пассажиров.

## Самолёт
Saab 340A (регистрационный номер LV-CEJ, заводской 340A-025, серийный 25) был выпущен в 1985 году (первый полёт совершил 25 апреля). 30 мая того же года был куплен авиакомпанией Comair (работала под маркой Delta Connection), где получил бортовой номер N344CA. 1 декабря 1997 года был передан авиакомпании Northwest Express Airlines (борт N112PX), от неё сдавался в лизинг авиакомпаниям Fina Air (с 17 мая 2003 года по 25 мая 2006 года) и RegionsAir (с 25 мая 2006 года по март 2007 года), в марте 2007 года был поставлен на хранение. 30 июля 2010 года был куплен авиакомпанией Sol Líneas Aéreas, его б/н сменился на LV-CEJ. Оснащён двумя турбовинтовыми двигателями General Electric CT7-5A2. На день катастрофы совершил 44 477 циклов «взлёт-посадка» и налетал 41 422 часа.

## Экипаж и пассажиры
Состав экипажа рейса OSL 5428 был таким:
- Командир воздушного судна (КВС) — 45-летний Хуан Раффо (исп. Juan Raffo). Опытный пилот, управлял самолётами CASA C-212 и DHC-8. Налетал 6902 часа, 2181 из них на Saab 340A.
- Второй пилот — 37-летний Адриано Болатти (исп. Adriano Bolatti). Опытный пилот, налетал 1340 часов, 285 из них на Saab 340A.

В салоне самолёта работала одна стюардесса — 25-летняя Джесика Фонтан (исп. Jesica Fontan). Налетала 1034 часа.
На борту самолёта находились 19 пассажиров (среди них 1 ребёнок) — 1 пассажир сел в Кордове, 9 в Мендосе и 9 в Неукене.

## Расследование
Расследование причин катастрофы рейса OSL 5428 проводил национальный Комитет по расследованию происшествий в гражданской авиации (исп. Junta de Investigación de Accidentes de Aviación Civil, JIAAC).
Окончательный отчёт расследования был опубликован в марте 2015 года.
Согласно отчёту, причиной катастрофы стал срыв в плоский штопор из-за сильного обледенения фюзеляжа и последующей за этим потери управления.

## Культурные аспекты
Катастрофа рейса 5428 Sol Líneas Aéreas показана в 20 сезоне канадского документального телесериала Расследования авиакатастроф в серии Роковой лёд.